# François Ier de Saxe-Lauenbourg
Pour les articles homonymes, voir François Ier.
François Ier est un prince de la maison d'Ascanie né en 1510 et mort le 19 mars 1581 à Buxtehude. Il règne sur le duché de Saxe-Lauenbourg de 1543 à 1571, puis de 1573 à sa mort.

## Biographie
François Ier est le seul fils du duc Magnus Ier de Saxe-Lauenbourg et de son épouse Catherine de Brunswick-Wolfenbüttel. Il succède à son père à sa mort, en 1543.
Endetté, François Ier abdique en faveur de son fils aîné Magnus II en 1571. Il reprend le pouvoir deux ans plus tard, contraignant Magnus à s'enfuir en Suède. Il règne jusqu'à sa mort, en 1581. Son deuxième fils François II lui succède.

## Mariage et descendance
Le 8 février 1540, François Ier épouse la princesse Sibylle de Saxe (2 mai 1515 – 18 juillet 1592), fille du duc Henri IV de Saxe. Ils ont plusieurs enfants :
- Albert (1542-1544) ;
- Dorothée (11 mars 1543 – 5 avril 1586), épouse le duc Wolfgang de Brunswick-Grubenhagen ;
- Magnus II (1543 – 14 mai 1603), duc de Saxe-Lauenbourg ;
- Ursule (1545 – 22 octobre 1620), épouse le duc Henri de Brunswick-Dannenberg ;
- François II (10 août 1547 – 2 juillet 1619), duc de Saxe-Lauenbourg ;
- Henri de Saxe-Lauenbourg (1er novembre 1550 – 22 avril 1585), prince-archevêque de Brême et prince-évêque d'Osnabrück et de Paderborn ;
- Maurice (1551 – 2 novembre 1612) ;
- Sidonie-Catherine (morte en 1594), épouse en premières noces le duc Venceslas III Adam de Cieszyn, puis en secondes noces Émeric III Forgach ;
- Frédéric de Saxe-Lauenbourg (1554-1586), chanoine à Cologne et à Brême.